# San Mariano
För andra betydelser, se San Mariano (olika betydelser).
San Mariano (Bayan ng San Mariano) är en kommun i Filippinerna. Kommunen ligger på ön Luzon, och tillhör provinsen Isabela. Folkmängden uppgår till 41 309 invånare.

## Barangayer
San Mariano är indelat i 36 barangayer.
| - Alibadabad - Binatug - Bitabian - Buyasan - Cadsalan - Casala - Cataguing - Daragutan East - Daragutan West - Del Pilar - Dibuluan - Dicamay | - Dipusu - Disulap - Disusuan - Gangalan - Ibujan - Libertad - Macayucayu - Mallabo - Marannao - Minanga - Old San Mariano - Palutan | - Panninan - Zone I (Pob.) - Zone II (Pob.) - Zone III (Pob.) - San Jose - San Pablo - San Pedro - Santa Filomina - Tappa - Ueg - Zamora - Balagan |